# You and the Night and the Music (альбом Хелен Меррилл)
You and the Night and the Music — студийный альбом американской певицы Хелен Меррилл, выпущенный в 1997 году на лейбле Verve Records. В записи приняли участие такие музыканты как басист Чарли Хейден, барабанщик Пол Мотиан, трубач Боб Милликен и пианисты Масабуми Кикучи и Торри Зито.

## Отзывы критиков
| Оценки критиков                            | Оценки критиков |
| Источник                                   | Оценка          |
| ------------------------------------------ | --------------- |
| AllMusic                                   | [ 1 ]           |
| The Encyclopedia of Popular Music          | [ 2 ]           |
| The Rolling Stone Jazz & Blues Album Guide | [ 3 ]           |

В рецензии для AllMusic Стивен Томас Эрлевайн написал: «You and the Night and the Music — это замечательная коллекция стандартов, дополненная двумя оригиналами от Хелен Меррилл и Торри Зито. Голос Меррилл не сильно ослаб за эти годы, и в её выступлениях на этом альбоме есть настоящая теплота. В музыке есть непринужденное очарование, которое помогает сделать альбом одной из лучших её работ последних дней».

## Список композиций
1. «Song of Delilah» (Виктор Янг, Рэй Эванс, Джей Ливингстон) — 4:16
2. «Beautiful Love (Love Is LikeThis)» (Хейвен Гиллеспи, Виктор Янг) — 5:20
3. «And in You Came» (Хелен Меррилл, Торри Зито) — 4:23
4. «Ill Wind» (Гарольд Арлен, Тед Келер) — 3:03
5. «I Want to Be Happy» (Ирвинг Сизар, Винсент Юманс) — 3:58
6. «My Funny Valentine» (Лоренц Харт, Ричард Роджерс) — 4:23
7. «You and the Night and the Music» (Говард Дитц, Артур Шварц) — 3:45
8. «Young and Foolish» (Альберт Хейг, Арнольд Б. Хорвитт) — 6:47
9. «Don’t Leave Me Alone» (Хелен Меррилл, Торри Зито) — 3:28
10. «All of Me» (Джеральд Маркс, Сеймур Саймонс) — 4:14
11. «Street of Dreams» (Виктор Янг, Сэм М. Льюис) — 4:10

## Участники записи
- Бас-гитара — Чарли Хейден (1, 3, 5, 7, 9 до 11)
- Вокал — Хелен Меррилл
- Запись, сведение, мастеринг — Джей Ньюленд
- Продюсер Жан-Филипп Аллар, Хелен Меррилл
- Труба — Боб Милликен (1), Том Харрелл (9)
- Ударные — Пол Мотиан (1, 3, 5, 7, 9 до 11)
- Флюгельгорн — Том Харрелл (1, 5, 8, 9, 10)
- Фортепиано — Масабуми Кикути (1, 3-11), Торри Зито (2)
- Электрическое пианино — Торри Зито (3)